# Lancelot du Lac (pel·lícula)
Lancelot du Lac és una pel·lícula dramàtica de fantasia francesa de 1974 escrita i dirigida per Robert Bresson. Torna a contar la història de l'amor de Lancelot i Ginebra mentre Camelot i la Taula Rodona s'enfonsen. Es basa en la llegenda artúrica i els romanços medievals, especialment el cicle Vulgata artúrica i les obres de Chrétien de Troyes.
Igual que en les pel·lícules posteriors de Bresson, el repartiment estava compost per actors aficionats, diversos dels quals no van aparèixer en cap altra pel·lícula. La direcció de Bresson va exigir una deliberada falta d'emoció en l'estil d'actuació i va reduir o va eliminar els elements fantàstics de la llegenda del Grial. Si bé gran part de la producció està estilitzada intencionalment com un "romanç" medieval, la pel·lícula està esquitxada de moments de violència gràfica.

## Argument
El rei Artur ha enviat cent cavallers per a recuperar el Sant Greal. Artur queda consternat quan resulta que la missió va ser inútil i que 70 cavallers han mort en la seva recerca. Entre els que han tornat es troba Lancelot, l'amant de la reina Ginebra. Està turmentat per la mort dels seus camarades i dividit entre el seu deure i el seu amor per la reina. Vol posar fi a l'aventura, però Ginebra es nega. Ella insinua que en lloc de ser assassinats pels enemics, els cavallers enviats a buscar el Greal es van enfrontar entre si, sent Lancelot el principal d'ells. Per a empitjorar les coses, molts cavallers de Camelot desconfien o menyspreen obertament a Lancelot, qui és vist com un favorit fins i tot entre la Taula Rodona, excepte uns pocs, entre ells Gawain i Lionel, que són els seus millors amics entre els cavallers.
Lancelot, caient una vegada més en el seu amor per Ginebra, desitja renunciar a un pròxim torneig per tenir una cita amb la reina. Gawain intenta convèncer-lo del contrari, però fracassa. De camí al torneig, Mordred (qui anteriorment va trobar amb el lloc de trobada secreta de Lancelot i Ginebra i hi va descobrir la seva bufanda, i sospita que Lancelot aprofitaria el torneig per veure a la reina) intenta i no aconsegueix convèncer al rei sobre l'assumpte. Més tard, durant el torneig, un estrany cavaller que porta un escut blanc venç a un cavaller darrere l'altre. Gawain i Artur reconeixen al cavaller com Lancelot, pel seu cavall i la seva manera de muntar. Lancelot continua derrocant a més cavallers, entre ells Mordred, abans d'anar-se'n. En marxar, trontolla i cau, òbviament ferit. Més tard, la reina abandonada l'informa a Gawain que Lancelot ha «desaparegut» i que el cavaller de l'escut blanc no pot ser ell. Lionel (que abans havia ferit al cavaller de l'escut blanc) desitja defensar l'honor de Lancelot, però és detingut per Gawain, qui envia genets a la recerca de Lancelot, sense èxit. Llavors es creu que Lancelot està mort. Més tard, Gawain cerca a la reina en el seu lloc de reunió secret, però Ginebra es resigna al seu amor per Lancelot i es nega a anar-se’n.
Gawain marxa, només per trobar-se amb Artur acompanyat dels cavallers de Mordred, que havien avisat al seu rei. El rei immediatament empresona la reina Ginebra a la mateixa torre on ella i Lancelot van tenir el seu festeig. Més tard es revela que Lancelot s'amaga i es recupera a Escalot, a cura d'un granger ancià. Amb l'ajuda de Lionel i els cavallers lleials a Lancelot, allibera la reina i mata a dos cavallers (un d'ells és Agravain, el germà de Gawain). Artur inicia immediatament una campanya contra el castell on els amants buscaven refugi. Les batalles resultants provoquen moltes pèrdues i baixes, entre elles les de Gawain. Malgrat això i de la mort del seu germà, no li guarda rancor al seu antic amic i creu que encara que ell i Artur van intentar salvar a Ginebra, només Lancelot ho va aconseguir. Després mor a causa de les seves ferides.
Ginebra, aclaparada per la culpa per la sang vessada pel seu amor, obliga a Lancelot a retornar-la a Artur, al que ell accedeix a contracor. Més tard se l'informa de la traïció de Mordred. Lancelot immediatament decideix cavalcar contra ell, del costat d'Artur. La batalla de Camlann resultant és un bany de sang en el qual ningú sobreviu, inclosos el rei Artur i Mordred. Lancelot, l'últim home dempeus, trontolla pel camp de batalla. Murmurant el nom de Ginebra, es desploma, mort, i l'últim que veu és un falcó volant alt.

## Repartiment
- Luc Simon com Lancelot;
- Laura Duke Condominas com la reina Ginebra;
- Humbert Balsan com Gawain;
- Vladimir Antolek-Oresek com el rei Artur;
- Patrick Bernhard com Mordred;
- Arthur De Montalembert com Lionel;
- Daniel Benoin com el cavaller Giflet;
- Sense acreditar: Charles Balsan, Christian Schlumberger, Joseph Patrick Le Quidre, Jean-Paul Leperlier, Marie-Louise Bufet, Marie-Gabrielle Cartron, Antoine Rabaud, Jean-Marie Becar, Guy de Bernis.

## Producció
La pel·lícula va ser rodada des de finals de juny fins a principis de setembre de 1973 a Noirmoutier-en-l'Île. Va ser filmada en una pel·lícula en color de 35 mm amb una relació d'aspecte de 1,66:1.
Aquesta pel·lícula és, juntament amb Procès de Jeanne d'Arc, l'única pel·lícula d'època de Robert Bresson. La història de la recerca del Grial, en la perspectiva poètica de Bresson, esdevé una al·legoria de la lluita entre l'amor profà i l'amor místic: "La recerca del Grial és l'amor de Déu per una banda i per l'altra l'amor profà, és un amor profà. una mica d'aquesta oposició que vaig conservar".
Jean Yanne va explicar la seva experiència com a productor en aquesta pel·lícula: Bresson va passar un dia en post-sincronització per trobar l'únic so d'un atiador que cau a terra, cap dels quals encaixava exactament amb la idea del el cineasta.

## Llançament
La pel·lícula va ser estrenada al 27è Festival Internacional de Cinema de Canes al maig de 1974, seguida de la seva estrena en cinemes a França el 26 de setembre de 1974. Es va estrenar a la televisió a l'Alemanya Occidental el 4 de maig de 1974.

## Recepció
La pel·lícula va ser ben rebuda entre els crítics i actualment té una qualificació del 96% en Rotten Tomatoes segons 23 ressenyes. Va ser l'elecció del segon lloc de Michael Haneke en l'enquesta Sight & Sound de 2002 sobre les millors pel·lícules mai realitzades. La pel·lícula va guanyar el premi Fipresci al Festival de Cinema de Cans de 1974.
David Lowery cita aquesta pel·lícula com una de les inspiracions darrere de la seva pel·lícula de 2021 The Green Knight, l'adaptació de la llegenda artúrica, Sir Galvany i el Cavaller verd.